# Cadena Ratak
La cadena Ratak (en marshalés: Ratak, [rˠɑɑ̯dˠɑk]) es una cadena de islas dentro de la nación de las Islas Marshall. Ratak Significa "alba". Se encuentra al este de la otra cadena de islas del país, la cadena Ralik.

## Islas
Los atolones e islas aisladas que conforman la cadena Ralik son:
Atolones:
| - Ailuk - Arno - Aur - Bikar | - Bokak - Erikub - Knox - Likiep | - Majuro - Maloelap - Mili - Taka | - Utirik - Wotje - Knox |

Islas:
- Jemo
- Mejit

La Cadena Ratak forma una continua cadena de montes submarinos con las islas Gilbert en el sur que son parte de Kiribati.